# 真電荷
真電荷（しんでんか、英: true 〔electric〕 charge）あるいは自由電荷（じゆうでんか、英: free electric charge）とは、真空中に取り出せる電荷である。真電荷は、全電荷 (total charge) から束縛電荷（bound charge、分極電荷）を引いたものであり、真電荷の体積密度は電束密度の発散に等しい（ガウスの法則）。
例えば、コンデンサなどの誘電体に電荷を発生させた場合に、誘電体に隣接している導体側に発生する電荷が真電荷であり、これに対して、誘電体側に発生する電荷を分極電荷という。